# Ax-les-Thermes
Ax-les-Thermes è un comune francese di 1 464 abitanti situato nel dipartimento dell'Ariège nella regione dell'Occitania.

## Monumenti
- Cappella di San Girolamo, cappela appartenente alla confraternita dei Penitenti Blu e ora sala d'esposizioni
- Chiesa di San Vincenzo-chiea parrocchiale

## Società

### Evoluzione demografica
Abitanti censiti